# 本田あふひ
本田 あふひ（ほんだ あおい、1875年（明治8年）12月17日 - 1939年（昭和14年）4月2日）は、大正・昭和前期の俳人。本名は伊万子。坊城家の出身。

## 人物
1875年（明治8年）、坊城俊政の六女として、東京府神田駿河台に生まれる。坊城家は俊政死後の1884年（明治17年）に、俊政の跡を継いだ坊城俊章（俊政の養子）が伯爵を叙爵した。
1895年（明治28年）、華族女学校を卒業し、1901年（明治34年）、本田親済（男爵、のちに貴族院男爵議員）と結婚。

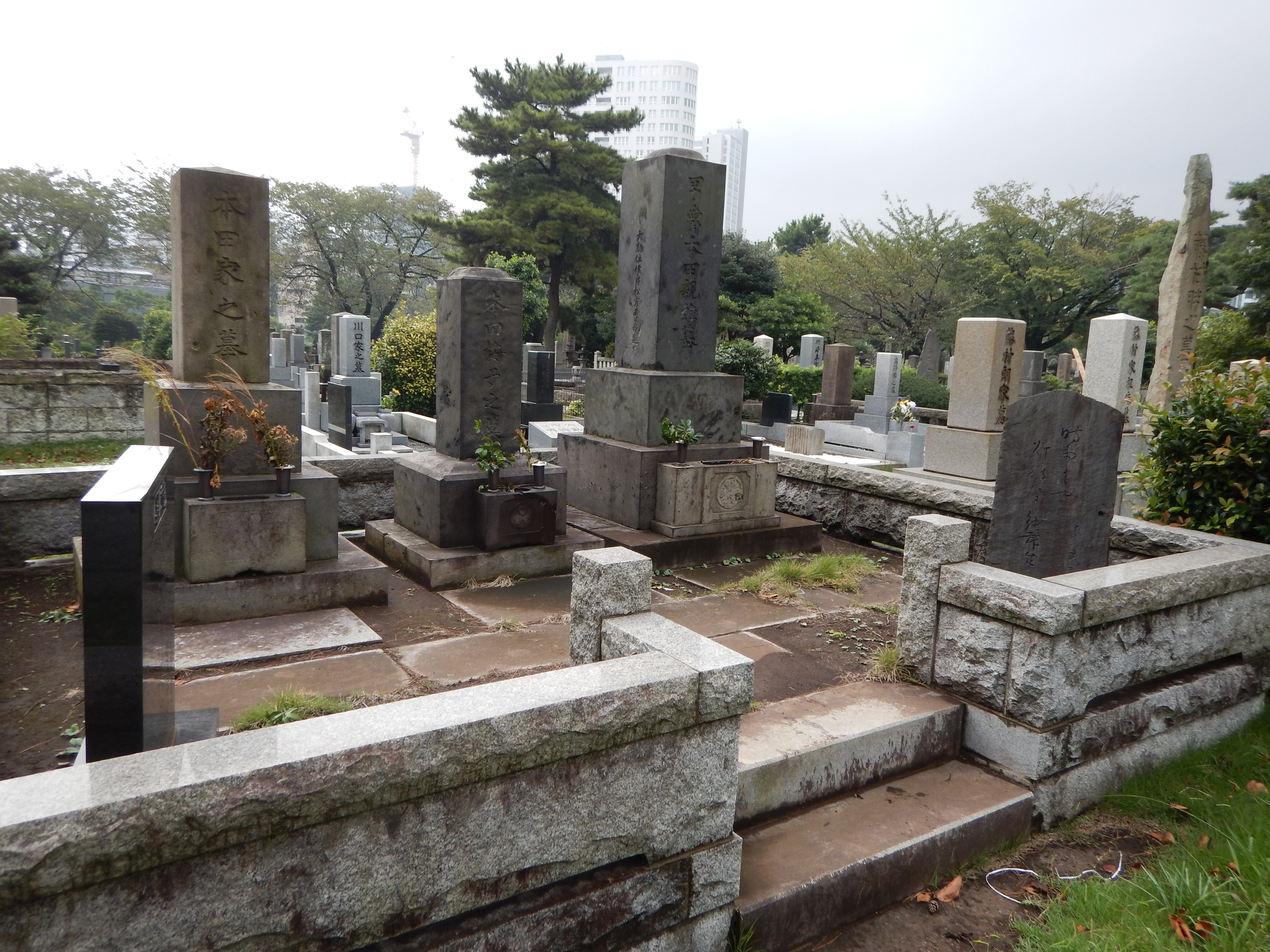
あふひの句碑もある本田家の墓（東京・青山霊園）

甥（義弟の子）の島村元とともに高浜虚子に師事し、「ホトトギス」同人となる。「あふひ」の俳号は虚子の命名という。家庭俳句会、武蔵野探勝会などを指導し、虚子の側近として活動した。
1939年（昭和14年）4月2日、東京市渋谷区渋谷において65歳をもって没した。没後の1941年（昭和16年）、「本田あふひ句集」が刊行された。

## 作品
- 屠蘇つげよ菊の御紋のうかむまで

この句に関しては、あふひが虚子に、1度はホトトギスの巻頭になりたいと言った際、虚子から、屠蘇つげよの一句の持ち主であることが何よりも誇りではないかとの言葉を掛けられたという著名な逸話がある。
- のうれんに淡雪ふりて消えにけり
- ことごとくまことをうつし雛調度
- 桜餅買うて水行く隅田川
- この雨のこのまま梅雨や心細
- 人積んでよるべいづこぞ祭舟
- 羅の大きな紋でありにけり
- 牝鶏の一つ離れて秋の山
- 金屏に灯火の影あるばかり
- しぐるゝや灯待たるゝ能舞臺

## 関連文献
- 中村雅樹「ホトトギスの俳人たち(3) 本田あふひ 男なら総理大臣」俳壇32巻3号162-167頁 2015年3月